# Josef-Peter Emmrich
Josef-Peter Emmrich (* 5. Januar 1909 in Neunkirchen; † 28. November 1963 in Magdeburg) war ein deutscher Gynäkologe und Geburtshelfer.

## Leben
Emmrich wurde 1909 als Sohn des katholischen Baumeisters Wilhelm Emmrich geboren. Er ging in Neunkirchen zur Schule und absolvierte sein Abitur 1928. Danach studierte er Medizin an den Universitäten Freiburg, Kiel, Wien, der Medizinischen Akademie Düsseldorf und der Universität Hamburg, wo er 1933 sein Staatsexamen ablegte und 1934 die Approbation erhielt. Emmrich war seit Januar 1934 Mitglied der Marine-SA als Sanitätssturmführer der Marinestandarte I und war ab 1936 zugelassener Arzt des Hauptamtes für Volksgesundheit. Danach war er als Volontärarzt am Pharmakologischen Institut und von 1935 bis 1939 als Assistenzarzt an der Universitätsfrauenklinik Hamburg-Eppendorf unter Theodor Heynemann (1878–1951) tätig. Am 29. Juni 1937 beantragte er die Aufnahme in die NSDAP und wurde rückwirkend zum 1. Mai desselben Jahres aufgenommen (Mitgliedsnummer 4.602.083). 1939 wechselte Emmrich nach Halle (Saale), wo er sich habilitierte und ab 1. September an der Universitätsfrauenklinik als leitender Oberarzt unter Ludwig Nürnberger (1884–1959) angestellt war.
Im Zweiten Weltkrieg war Emmrich als Wehrpflichtiger eingezogen. Er arbeitete von 1939 bis 1943 als Stabsarzt in einer Sanitätsabteilung. Hier war er auf vorgeschobenen Verbandsplätzen in Frankreich und an der Ostfront als Chirurg tätig. Er wurde mit dem Eisernen Kreuz I. und II. Klasse sowie der Ostmedaille ausgezeichnet.
1942 kam Emmrich nach einer schweren Erkrankung an die Hallenser Klinik zurück und wurde 1943 zum Dozenten ernannt. Nach Kriegsende 1945 wurde er, wie auch sein Chef, zunächst entlassen, jedoch unter Kürzung des Gehalts weiterbeschäftigt. Nürnberger wurde im April 1946 auf Befehl der SMAD die Lehrbefugnis wieder erteilt, wechselte jedoch 1947 an die Universitätsfrauenklinik Köln, die er bis 1956 leitete. Emmrich bekam nach Nürnbergers Weggang die kommissarische Leitung der Klinik übertragen und wurde zum Universitätsprofessor ernannt. In seiner Hallenser Zeit arbeitete Emmrich wissenschaftlich über Blutkrankheiten in der Schwangerschaft und führte als einer der ersten Reihenuntersuchungen bei Frauen in verschiedenen Berufs- und Industriezweigen durch, um den Einfluss körperlicher Arbeit auf den Gesundheitszustand der Frau zu untersuchen.
Am 1. Mai 1950 trat Emmrich die Nachfolge von Max Penkert als Leiter der Landesfrauenklinik Magdeburg an und übernahm die im Zweiten Weltkrieg zur Hälfte zerstörte Klinik. Zusätzlich lehrte er weiter an der Hallenser Universität. Emmrich erarbeitete das Konzept zum Wiederaufbau und zur Erweiterung der Magdeburger Klinik und setzte dessen Realisierung zu einer der modernsten deutschen Frauenkliniken durch. Mit der Gründung der Medizinischen Akademie Magdeburg 1954 wurde Josef-Peter Emmrich zum Professor mit Lehrstuhl für Frauenheilkunde und Geburtshilfe berufen. Er wurde Mitglied der Deutschen Akademie der Wissenschaften und mehrerer deutscher Fachgesellschaften. 1955 wurde er zum Mitglied des International College of Surgeons gewählt. Emmrich gründete 1958 mit Richard Fikentscher (München), Kurt Semm (München), Paul Jordan (Münster) und Harry Tillmann (Gießen) in München die Deutsche Gesellschaft zum Studium der Fertilität und Sterilität, die 1998 in die Deutsche Gesellschaft für Reproduktionsmedizin umbenannt wurde.
Die Medizinische Gesellschaft zu Magdeburg ernannte ihn 1962 in Nachfolge von Werner Lembcke zu ihrem Vorsitzenden. Wissenschaftlich beschäftigte sich Emmrich in Magdeburg vorrangig mit der Krebstherapie und der Müttersterblichkeit. Seine Leistungen wurden mit dem Titel Verdienter Arzt des Volkes geehrt. Josef-Peter Emmrich verstarb am 28. November 1963 im Alter von nur 54 Jahren. Zu seinem Nachfolger wurde im Dezember 1964 Egon Bernoth (1920–1991) ernannt.
Sein Sohn, Jürgen Emmrich, studierte an der Medizinischen Akademie Magdeburg ebenfalls Medizin und wurde, wie sein Vater, Gynäkologe. 1971 wurde er in der DDR wegen „staatsfeindlicher Verbindungsaufnahme und ungesetzlichem Grenzübertritt“ zu 3 Jahren und 6 Monaten Zuchthaus, sein Schwager zu 3 Jahren, seine Schwester und die Mutter zu je 2½ Jahren verurteilt. 1972 wurde die Familie von der Bundesrepublik freigekauft.

## Schriften (Auswahl)
- Die einfache und sechsmomentige Blutkörperchensedimentierung im Makro- und Mikroverfahren während der Gravidität und im Wochenbett. Dissertation, Universität Hamburg 1933
- Über das Eindringen von Keimen in den Uterus unter der Geburt bei stehender Fruchtblase und das Eindringen von Keimen in die Blutbahn bei normaler Entbindung und geburtshilflichen Eingriffen. Habilitationsschrift, Martin-Luther-Universität Halle-Wittenberg 1941
- Aplastische Anämie und Schwangerschaft. Zentralbl Gynäkol 12a, 1947
- Karzinomheilung bei erhaltener Uterusfunktion. Zentralbl Gynäkol 7, 1948
- Der Einfluß der Industriearbeit auf die Gesundheit der Frau. Zentralbl Gynäkol 24a, 1950
- Die Müttersterblichkeit. Zentralbl Gynäkol 45, 1957